# Kirrama naumanni
Kirrama naumanni är en bäcksländeart som beskrevs av Günther Theischinger 1993. Kirrama naumanni ingår i släktet Kirrama och familjen Gripopterygidae. Inga underarter finns listade i Catalogue of Life.